# Cottage Grove (Town)
Die Town of Cottage Grove ist eine von 34 Towns im Dane County im US-amerikanischen Bundesstaat Wisconsin. Im Jahr 2010 hatte die Town of Cottage Grove 3875 Einwohner.
Town hat in Wisconsin eine grundlegend andere Bedeutung als im übrigen englischsprachigen Bereich. Vielmehr entspricht sie den in den anderen US-Bundesstaaten üblichen Townships, die nach dem County die nächstkleinere Verwaltungseinheit bilden.
Das Gebiet der Town of Cottage Grove ist Bestandteil der Metropolregion Madison.

## Geografie
Die Town of Cottage Grove liegt im Süden Wisconsins, im östlichen Vorortbereich der Hauptstadt Madison. Der am Mississippi gelegene Schnittpunkt der drei Bundesstaaten Wisconsin, Iowa und Minnesota liegt rund 210 km westnordwestlich; nach Illinois sind es rund 75 km in südlicher Richtung.
Die Koordinaten des geografischen Zentrums der Town of Cottage Grove sind 43°03′54″ nördlicher Breite und 89°11′20″ westlicher Länge. Sie erstreckt sich über eine Fläche von 86,5 km².
Die Town of Cottage Grove liegt im östlichen Zentrum des Dane County und grenzt an folgende Nachbartowns und selbständige Gemeinden:
| Town of Burke                          | Town of Sun Prairie Village of Cottage Grove | Town of Medina     |
| Town of Blooming Grove City of Madison | Kompassrose, die auf Nachbargemeinden zeigt  | Town of Deerfield  |
| Town of Dunn                           | Town of Pleasant Springs                     | Town of Christiana |

## Verkehr
Die Interstate 94 begrenzt das Gebiet Town of Cottage Grove nach Norden; die auf einer gemeinsamen Strecke verlaufenden Interstates 39 und 90 berühren die Town in der äußersten südwestlichen Ecke. Die auf einer gemeinsamen Strecke verlaufenden U.S. Highways 12 und 18 führen durch den Süden der Town of Cottage Grove. Alle weiteren Straßen sind untergeordnete Landstraßen oder teils unbefestigte Fahrwege.
Durch den Osten der Town of Cottage Grove verläuft eine Nebenstrecke der Union Pacific Railroad. Durch den Westen führt der Glacial Drumlin State Trail, ein auf einer ehemaligen Eisenbahnstrecke der Chicago and North Western Railway verlaufender Rail Trail für Wanderer und Radfahrer. Im Winter kann der Wanderweg auch mit Schneemobilen befahren werden.
Der nächste Flughafen ist der Dane County Regional Airport in Madison (20 km nordnordwestlich).

## Bevölkerung
Nach der Volkszählung im Jahr 2010 lebten in der Town of Cottage Grove 3875 Menschen in 1463 Haushalten. Die Bevölkerungsdichte betrug 44,8 Einwohner pro Quadratkilometer. In den 1463 Haushalten lebten statistisch je 2,65 Personen.
Ethnisch betrachtet setzte sich die Bevölkerung zusammen aus 96,0 Prozent Weißen, 0,8 Prozent Afroamerikanern, 0,2 Prozent amerikanischen Ureinwohnern, 1,5 Prozent Asiaten sowie 0,2 Prozent aus anderen ethnischen Gruppen; 1,3 Prozent stammten von zwei oder mehr Ethnien ab. Unabhängig von der ethnischen Zugehörigkeit waren 1,7 Prozent der Bevölkerung spanischer oder lateinamerikanischer Abstammung.
22,2 Prozent der Bevölkerung waren unter 18 Jahre alt, 67,0 Prozent waren zwischen 18 und 64 und 10,8 Prozent waren 65 Jahre oder älter. 47,8 Prozent der Bevölkerung war weiblich.
Das mittlere jährliche Einkommen eines Haushalts lag bei 82.417 USD. Das Pro-Kopf-Einkommen betrug 37.695 USD. 0,5 Prozent der Einwohner lebten unterhalb der Armutsgrenze.

## Ortschaften in der Town of Cottage Grove
Neben Streubesiedlung existieren in der Town of Cottage Grove noch folgende gemeindefreie Siedlungen:
| - Door Creek - Hoffman Corners - Hope | - Nora - Vilas |